# فابريس ميتز
فابريس ميتز (بالفرنسية: Fabrice Metz) هو لاعب اتحاد الرغبي فرنسي، ولد في 23 يناير 1991 في ستراسبورغ في فرنسا.

## وصلات خارجية
- فابريس ميتز عل موقع إسبنسكروم (الإنجليزية)
- فابريس ميتز على موقع ItsRugby.co.uk (الإنجليزية)